# Anomobryum cuspidatum
Anomobryum cuspidatum là một loài Rêu trong họ Bryaceae. Loài này được (J.J. Amann) Gams mô tả khoa học đầu tiên năm 1940.